# Enrique Hernández-Luike
Enrique Hernández-Luike (Huelva, 27 de julio de 1928-13 de febrero de 2022) fue un periodista, editor de revistas del motor y poeta español, biznieto del fotógrafo polaco, Conde de Lipa.

## Biografía
Poco tiempo después de que naciera en Huelva, su familia se trasladó a Sevilla, donde pasó su infancia y juventud. Estudió Bachillerato en las Escuelas Pías y Comercio, por libre. Inició su carrera editorial con apenas trece años, a través de la publicación de un programa para la Semana Santa de Sevilla titulado "Lágrimas y Claveles".  En 1953 se trasladó a Madrid para estudiar en la Escuela Oficial de Periodismo. Allí comenzó su carrera periodística centrada en la edición de publicaciones especializadas en Motor. Tras varios años trabajando como periodista para diferentes periódicos y estaciones de radio, Hernández-Luike creó la agencia de noticias Motorpress en 1956. Al año siguiente, adquirió la revista de motos Motociclismo. En 1961, Luike fundó Autopista, un semanario de autos. En 1975, Motorpress publicó más de veinte revistas diferentes.
En 1978, Luike-motorpress se formó mediante la fusión de la empresa de Alemania Occidental Vereinigte Motor Verlage y Motorpress. En los siguientes veinte años, Luike-motorpress añadió nuevos títulos a los anteriores (Motociclismo, Autopista, Auto Mecánica, La Moto y Automóvil), Autoverde, Autovía, Avión Revue, Bicisport, Bike, Coche Actual, Motor Clásico, Moto Verde y Navegar. En 1993, Luike-motorpress se expandió a Portugal, México, Argentina y Brasil. En sociedad con Televisa, la empresa lanzó Automóvil Panamericano en México en 1995. Juan Hernández-Luike, uno de los hijos de Hernández-Luike, dirigió la nueva revista durante los primeros años. En 1998, Luike-motorpress era la mayor editorial de revistas relacionadas con el motor en España y el grupo alemán, que poseía el 51 por ciento de Luike-motorpress, compró el 49 por ciento restante a Hernández-Luike y a su familia.
Hernández-Luike publicó Tribuna, una revista semanal de interés general, durante unos años y luego, en 2001, volvió a la automoción al incorporarse a Ediaction News, una editorial fundada por Javier Herrero, periodista de motociclismo y cuñado de Luike. Bajo su liderazgo, la revista Autofácil de Ediaction News se convirtió en 1992 en líder de ventas entre las revistas de automóviles en España.
En 2004, Ediaction News se asoció con Editorial Prensa Ibérica para crear LUIKE Iberoamericana de Revistas (LIDER). LIDER publicó Autofácil, Car & Tecno, Fórmula Moto, Quad & Jet, Todo Terreno, entre otros. LIDER se asoció con Dennis Publishing para traer la revista evo a España en 2016: la revista Car & Tecno se convirtió en revista evo.
El libro Historia del Motor en España desde 1956 se publicó en 2016 y detalla la carrera de sesenta años de Hernández-Luike como periodista del motor.
A mediados de 2018 Hernández-Luike fue nombrado presidente fundador de LIDER, que publicaba las revistas impresas Autofácil, evo, Moto Catálogo, Scooting, Todo Terreno y las revistas en línea Fórmulamoto y Autofacil. El hijo de Hernández-Luike, Juan Hernández-Luike, era el director ejecutivo.
Luike otorga las Estrellas Luike del Motor anuales a los coches y motos más vendidos y a personalidades especiales. El campeón de España de motociclismo Ángel Nieto recibió una de estas estrellas en 2018 a título póstumo. La astrónoma ciega Wanda Díaz-Merced también ha recibido una estrella.

## Premios y distinciones
- Ocho premios en el Festival del Cante de las Minas.[14]
- Castillete de Oro de La Unión.[5]
- Premio de Poesía Antonio Machado del Ayuntamiento de Sevilla.[15]
- Ganó el concurso de Telecinco para escribir la letra del himno nacional español, la Marcha Real (2007) El Comité Olímpico Español había pedido a la cadena de televisión que organizara un concurso para que los atletas españoles tuvieran palabras para cantar en los eventos deportivos. La letra fue cantada por el coro Ronda de Aranzueque en Pastrana y filmada por una televisión alemana.[16]